# Mick Schumacher
Mick Schumacher (* 22. März 1999 in Vufflens-le-Château, Schweiz) ist ein deutscher Automobilrennfahrer. Er gewann 2018 den Meistertitel in der europäischen Formel-3-Meisterschaft und 2020 in der FIA-Formel-2-Meisterschaft. In der Saison 2021 debütierte Schumacher für das Haas F1 Team in der Formel 1 und war in den Saisons 2023 und 2024 als Test- und Ersatzfahrer beim Mercedes AMG F1 Team beschäftigt. Seit 2024 gehört er zum Fahreraufgebot des Alpine Endurance Team in der FIA-Langstrecken-Weltmeisterschaft.

## Familiärer Hintergrund

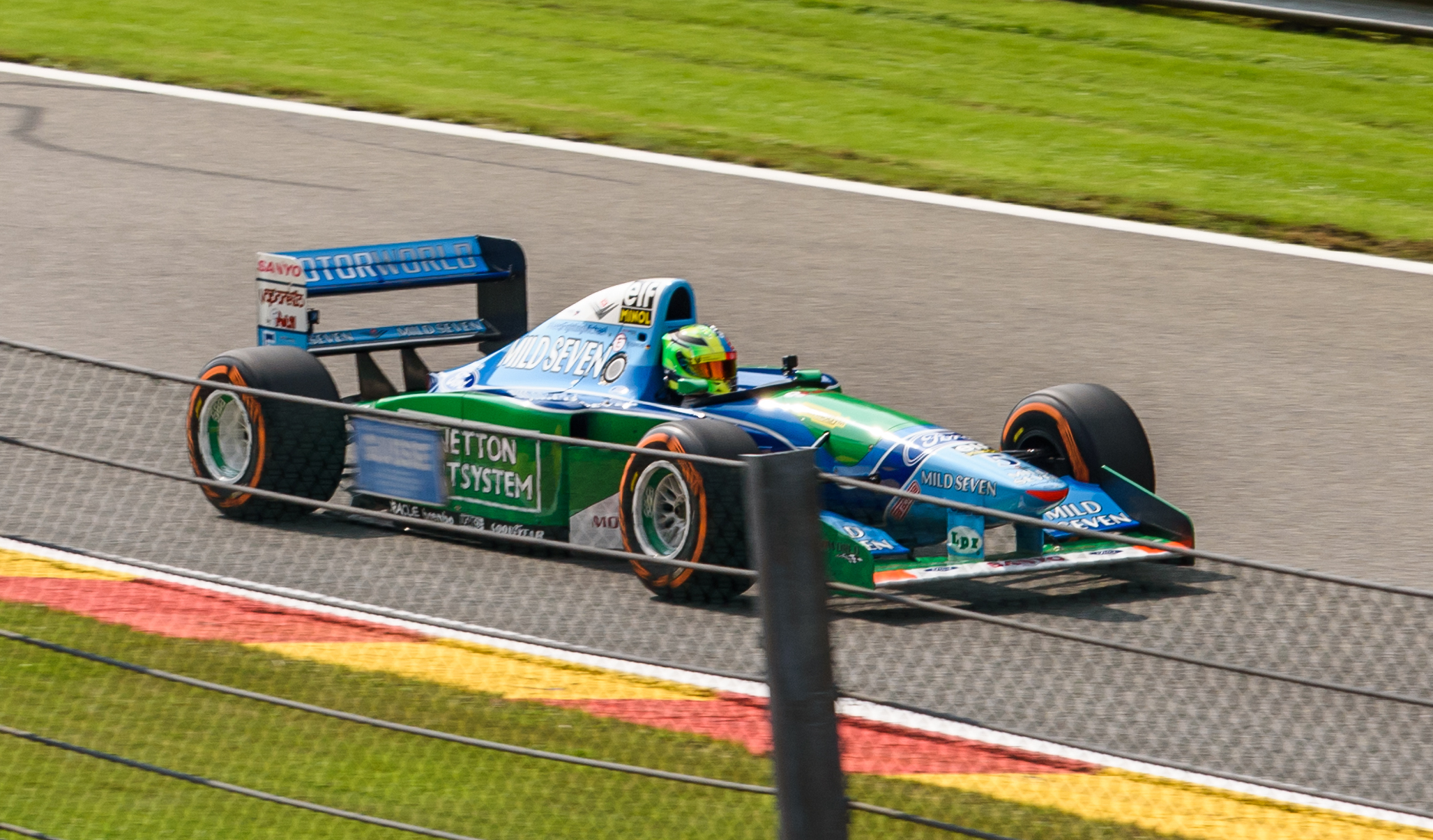
Mick Schumacher im Benetton B194 seines Vaters Michael Schumacher (2017)

Mick Schumacher ist der Sohn des ehemaligen Automobilrennfahrers Michael Schumacher und der Reining-Westernreiterin Corinna Schumacher. Er ist der Bruder der Reining-Europameisterin Gina-Maria Bethke. Sein Onkel Ralf Schumacher und dessen Sohn David sind ebenfalls Automobilrennfahrer. Mick Schumacher wird wie sein Vater von der Journalistin und Managerin Sabine Kehm betreut.
Schumacher wuchs in der Schweiz auf, lebte bis 2008 in Vufflens-le-Château und seitdem in Gland.

## Karriere

### Kartsport (2008–2014)
Schumacher begann seine Motorsportkarriere 2008 im Kartsport. Zur Vermeidung größerer Aufmerksamkeit startete er zu Beginn seiner Karriere unter dem Pseudonym Mick Betsch. Betsch ist der Geburtsname seiner Mutter. Schumacher fuhr 2011 und 2012 in der KF3-Klasse des ADAC Kart Masters und wurde dabei Neunter und Siebter. Im Euro Wintercup der KF3-Klasse wurde er 2011 und 2012 Dritter. 2012 erreichte er darüber hinaus den dritten Platz in der KF3-Wertung der DMV-Kartmeisterschaft. 2013 belegte Schumacher den dritten Platz in der deutschen Junioren-Kartmeisterschaft sowie beim CIK-FIA-Super-Cup der KF-Junioren. 2014 verwendete Schumacher den Namen Mick Junior und trat in nationalen und internationalen Juniorenmeisterschaften an. Er wurde hinter David Beckmann Zweiter in der deutschen Junioren-Kartmeisterschaft. Auch bei der Europa- und Weltmeisterschaft belegte er den zweiten Platz, jeweils hinter Enaam Ahmed. Obwohl er im Kartsport nicht mit dem Nachnamen Schumacher antrat, wurde über seine Erfolge im Kartsport von der internationalen Presse berichtet.

### Formel 4 (2015–2016)

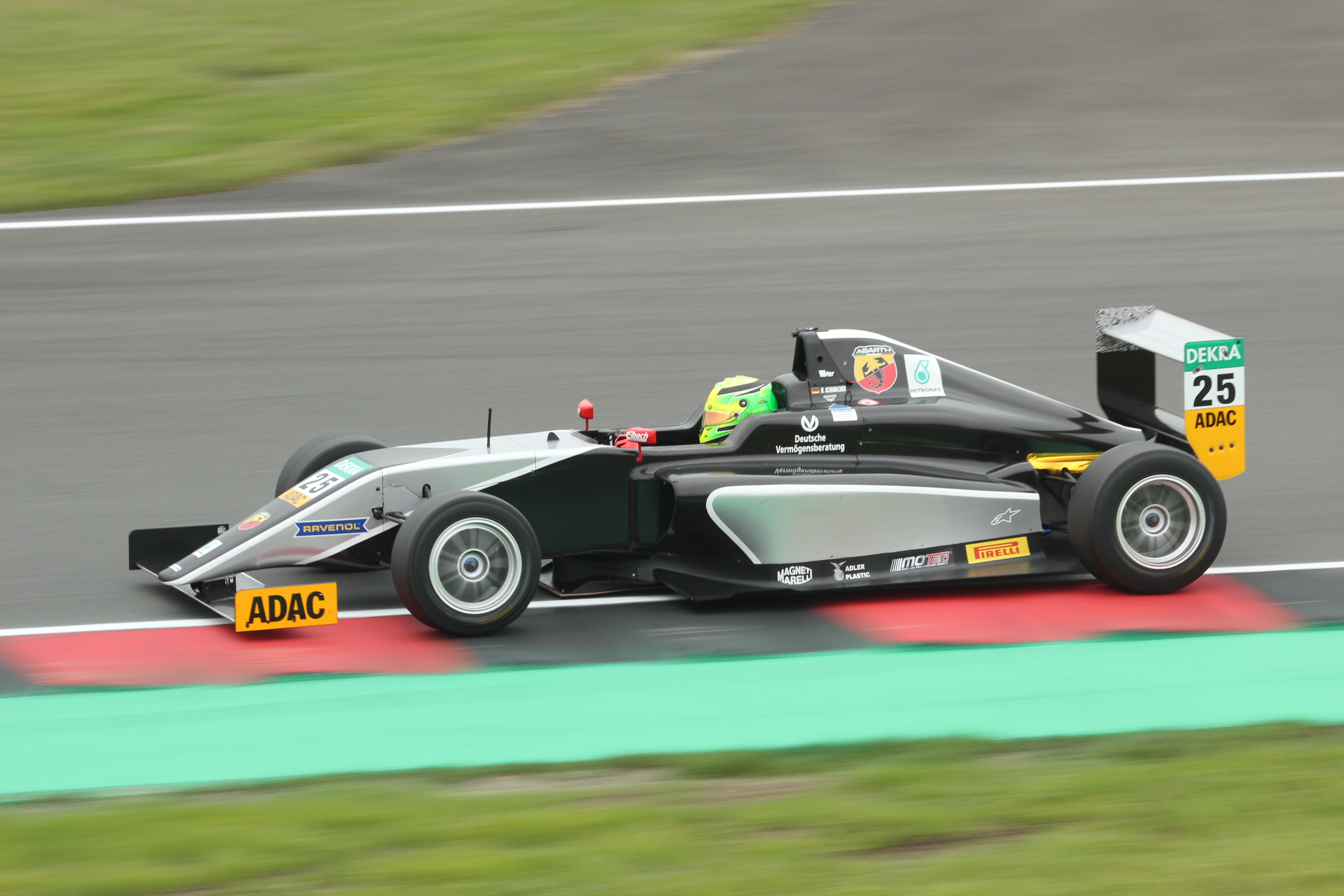
Mick Schumacher in Oschersleben in der deutschen Formel-4-Meisterschaft 2015

Ende 2014 absolvierte er für Jenzer Motorsport seine ersten Testfahrten in einem Formel-4-Fahrzeug. 2015 wechselte Schumacher in den Formelsport. Er erhielt bei Van Amersfoort Racing ein Cockpit in der deutschen Formel-4-Meisterschaft. Dort wurde er Teamkollege von Harrison Newey, Sohn des britischen Motorsportingenieurs Adrian Newey. Die Nennung erfolgte erstmals unter seinem richtigen Namen Mick Schumacher. Bei seinem ersten Rennen in Oschersleben kam er als Neunter in die Punkteränge und gewann damit auch den Preis des „Besten Rookies“. Im dritten Rennen dieses Wochenendes schaffte Mick Schumacher vom zweiten Platz startend seinen ersten Sieg. Beim zweiten Rennwochenende in Spielberg brach sich Schumacher bei einem Unfall im zweiten Rennen die rechte Hand, sodass er zu einem Rennen nicht antrat. Auf dem EuroSpeedway Lausitz erzielte Schumacher im Qualifying eine schnelle Runde unter roten Flaggen. Die Rennleitung sperrte ihn daraufhin für das erste Rennen dieser Veranstaltung. Insgesamt erreichte Schumacher zwei Podest-Platzierungen und wurde Gesamtzehnter. Teamintern unterlag er Joey Mawson, der den dritten Rang belegte.
Anfang 2016 absolvierte Schumacher ein vier Rennen umfassendes Rennwochenende in der MRF Challenge Formel 2000 auf dem Madras Motor Race Track in Indien. Dabei erzielte er zwei Podestplätze und belegte den zehnten Gesamtrang. Anschließend erhielt er einen Vertrag beim Prema Powerteam für die deutsche und italienische Formel-4-Meisterschaft. In der italienischen Formel-4-Meisterschaft gewann er die beiden ersten Saisonrennen in Misano und je ein weiteres in Imola, Campagnano di Roma und Monza. Mit 216 zu 233 Punkten wurde er Zweiter in der Meisterschaft hinter Marcos Siebert. In der deutschen Formel-4-Meisterschaft gewann Schumacher erneut ein Rennen beim Saisonauftakt in Oschersleben. Es folgten zwei weitere Siege auf dem Lausitzring und je ein Sieg auf dem Nürburgring und in Hockenheim. Auch in dieser Meisterschaft erreichte er den zweiten Platz. Hier unterlag er seinem ehemaligen Teamkollegen Mawson mit 322 zu 374 Punkten.

### Formel 3 (2017–2018)
2016/17 trat Schumacher erneut in der MRF Challenge Formel 2000 an und bestritt erstmals die gesamte Saison. Auf dem Bahrain International Circuit gewann er zwei der vier ausgetragenen Rennen, auch auf dem Buddh International Circuit erzielte er zwei Siege. Am Saisonende lag er mit vier Siegen und fünf weiteren Podiumsplatzierungen auf dem dritten Rang der Gesamtwertung hinter Newey und Mawson. Anschließend wechselte Schumacher 2017 in die europäische Formel-3-Meisterschaft, in der er weiterhin für das Prema Powerteam antrat. In Monza gelang ihm mit Platz drei seine einzige Podest-Platzierung der Saison. Während seine Teamkollegen Maximilian Günther und Callum Ilott mit Rennsiegen die Plätze drei und vier erreichten, schloss Schumacher die Saison auf dem zwölften Platz der Gesamtwertung ab. In der Rookiewertung wurde er Dritter. Außerdem trat er beim Macau Grand Prix für Prema an, die dort als SJM Theodore Racing by Prema starteten. Er beendete das Rennen auf dem 16. Platz.
2018 absolvierte Schumacher seine zweite Saison in der europäischen Formel-3-Meisterschaft für Prema, die in diesem Jahr als Prema Theodore Racing antraten. Bei den ersten vier von zehn Rennwochenenden erzielte er je einen dritten Platz in Mogyoród und Zandvoort. Am fünften Rennwochenende in Spa-Francorchamps gewann Schumacher sein erstes Formel-3-Rennen. Nach je einem weiteren Sieg in Silverstone und Misano gelang es Schumacher auf dem Nürburgring, alle drei Rennen für sich zu entscheiden. Damit lag er zwei Rennwochenenden vor Saisonende drei Punkte hinter dem bis dahin führenden Fahrer Daniel Ticktum. Mit zwei weiteren Siegen beim darauf folgenden Rennwochenenden in Spielberg übernahm Schumacher die Meisterschaftsführung, die er bis zum Saisonende behielt. Damit gewann er seinen ersten Meistertitel im Formelsport. Am Saisonende lag er mit 365 zu 308 Punkten vor Ticktum. Nach der Saison ging Schumacher erneut für SJM Theodore Racing by Prema beim Macau Grand Prix an den Start und erreichte Platz fünf.

### Formel 2 (2019–2020)

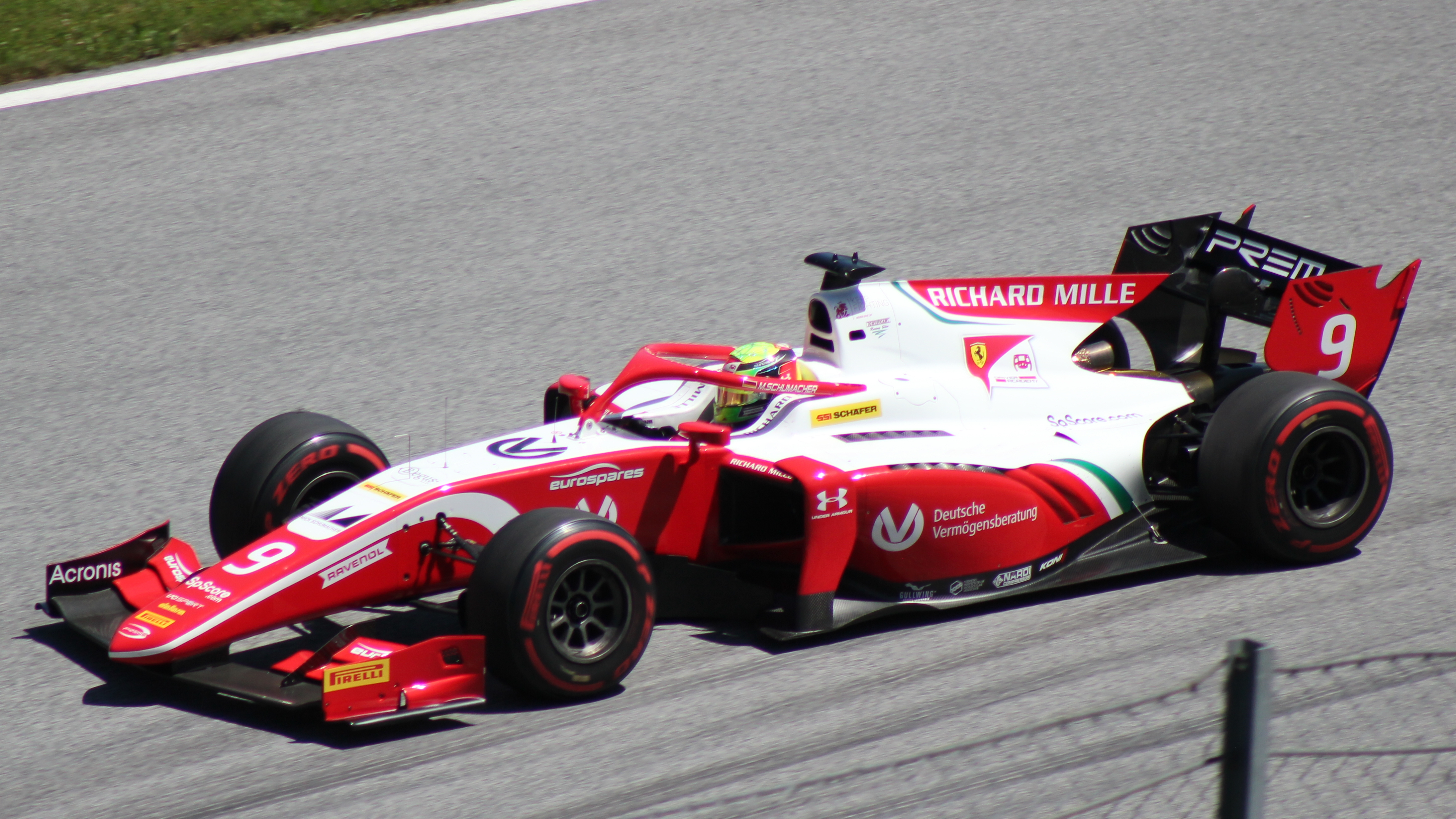
Mick Schumacher beim Rennen in Spielberg 2019

2019 blieb Schumacher beim Prema Powerteam und startete in der FIA-Formel-2-Meisterschaft 2019. Darüber hinaus gab die Ferrari Driver Academy bekannt, Schumacher in das Nachwuchsförderungsprogramm aufzunehmen. In diesem Rahmen nahm Schumacher als Young Driver bei Testfahrten in Bahrain für die Formel-1-Teams Ferrari und Alfa Romeo Racing teil. In Ungarn gelang ihm seine einzige Podest-Platzierung der Saison mit einem Sieg beim Sprintrennen auf dem Hungaroring. Schumacher beendete die Saison auf Gesamtrang 12.
2020 trat Schumacher erneut mit dem Prema Powerteam in der FIA-Formel-2-Meisterschaft 2020 an. 20 der 24 Rennen beendete er in den für die Punktevergabe relevanten ersten zehn Plätzen. In sechs Rennen erhielt er je zwei Zusatzpunkte für die schnellste Rennrunde. Mit zehn Podestplatzierungen, darunter zwei Hauptrennen-Siege in Monza und Sotschi, entschied er die Meisterschaft mit 215 zu 201 Punkten gegen Callum Ilott für sich.

### Formel 1 (2021–2023)
Schumacher startete 2021 in der Formel-1-Weltmeisterschaft für das Haas F1 Team. Sein Teamkollege wurde Nikita Masepin. Als Startnummer wählte Schumacher die 47. Außerdem entschied er sich erstmals für das Rennkürzel MSC, das bereits sein Vater genutzt hatte. Bei seinem Debüt in Bahrain erreichte er den 16. Platz. Seine beste Saisonplatzierung erzielte Schumacher in Ungarn, wo er als Zwölfter gewertet wurde. Am Saisonende war Schumacher – neben seinem Teamkollegen Masepin und Alfa-Romeo-Ersatzfahrer Robert Kubica – einer von drei Fahrern, die keine Punkte erzielt hatten, und belegte als bestplatzierter dieser drei Fahrer den 19. Gesamtrang. Gegen Masepin setzte er sich sowohl in den Qualifying- (19:3) als auch in den Rennduellen (16:5) deutlich durch.

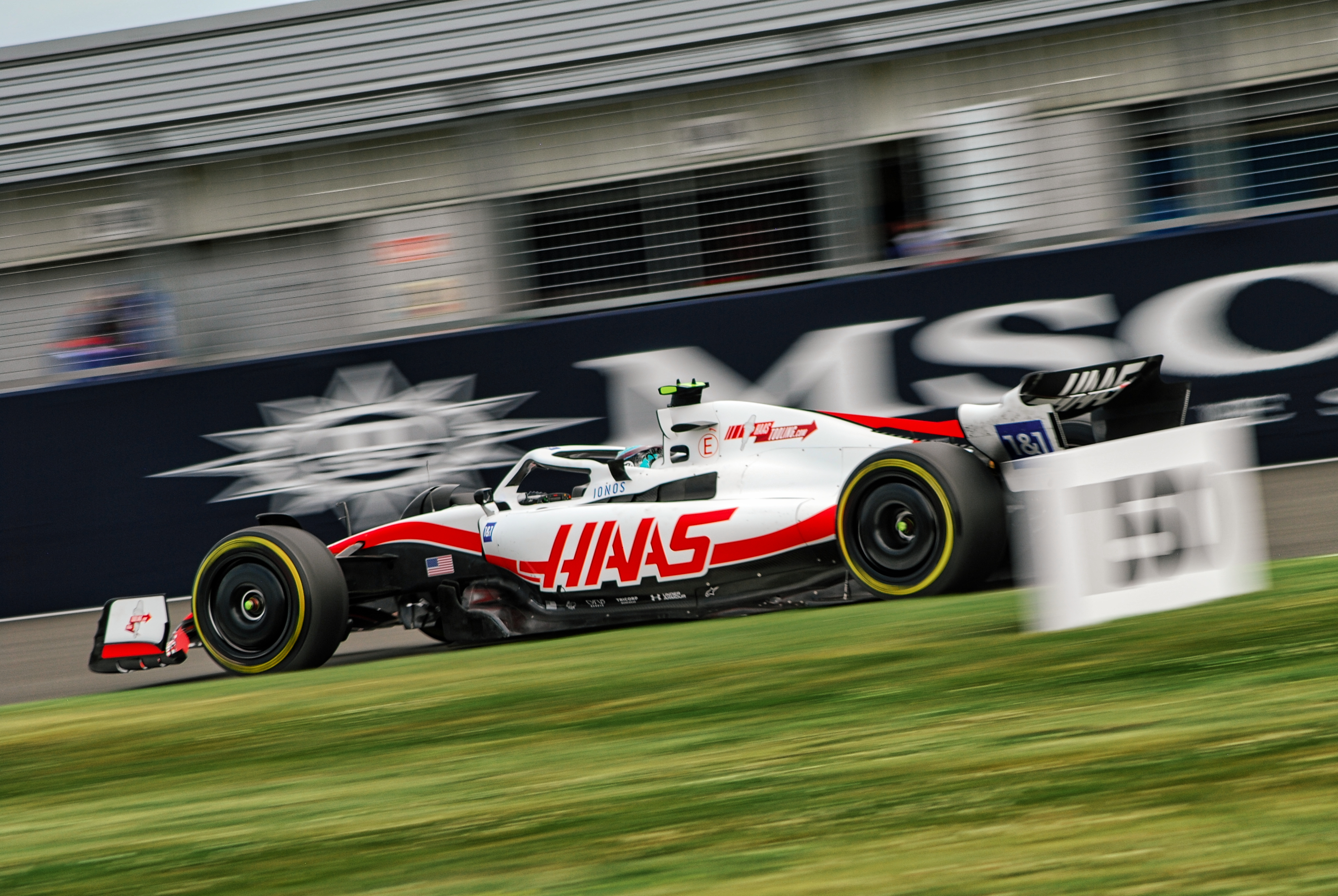
Mick Schumacher im Haas beim Großen Preis von Großbritannien 2022

Schumacher wurde für die Saison 2022 als Ersatzfahrer der Scuderia Ferrari verpflichtet, bleibt aber als Stammfahrer beim Haas F1 Team. Masepin sollte dort erneut sein Teamkollege werden, ehe der Vertrag mit dem Russen jedoch im März 2022 nach dem russischen Angriff gegen die Ukraine aufgelöst wurde. Kevin Magnussen wurde stattdessen sein Teamkollege. Beim Großen Preis von Großbritannien erzielte Schumacher als Achter seine ersten Weltmeisterschaftspunkte. Ein Rennen später in Österreich fuhr er als Sechster sein bislang bestes Ergebnis ein. Am Saisonende belegte er mit zwölf Punkten den 16. Gesamtrang. Teamintern verlor er zwar das Qualifyingduell mit 16:6 gegen Magnussen, entschied aber das Rennduell mit 12:7 für sich.
Im November 2022 gab Haas bekannt, dass der Vertrag mit Mick Schumacher nicht verlängert wird. Nico Hülkenberg wurde als Nachfolger nominiert. Für die Saison 2023 verpflichteten sowohl Mercedes als auch McLaren Racing Schumacher als Ersatzfahrer. Neben seiner Tätigkeit als Testfahrer für die beiden Teams fuhr er für Pirelli Reifentests in Barcelona im aktuellen Mercedes.
Im November 2024 bestätigte Mercedes, dass Schumacher beschlossen habe, seine Arbeit als Test- und Ersatzfahrer in diesem Team Ende 2024 zu beenden.

### Langstrecken-Weltmeisterschaft (2024)
Am 22. November 2023 wurde bekanntgegeben, dass Schumacher 2024 parallel zu seinen Verpflichtungen als Ersatzfahrer bei Mercedes in der Langstrecken-Weltmeisterschaft für Alpine antreten wird. Beim Lauf in Sao Paulo holte er den ersten WM-Punkt. Bei den 6 Stunden von Fuji errang Schumacher mit Platz 3 sein erstes Podium in der WEC.

## Statistik

### Karrierestationen
| - 2008–2014: Kartsport - 2015: Deutsche Formel 4 (Platz 10) - 2016: MRF Challenge Formel 2000 (Platz 10) - 2016: Deutsche Formel 4 (Platz 2) | - 2016: Italienische Formel 4 (Platz 2) - 2017: MRF Challenge Formel 2000 (Platz 3) - 2017: Europäische Formel 3 (Platz 12) - 2018: Europäische Formel 3 (Meister) | - 2019: Formel 2 (Platz 12) - 2020: Formel 2 (Meister) - 2021: Formel 1 (Platz 19) - 2022: Formel 1 (Platz 16) |

### Einzelergebnisse in der deutschen Formel-4-Meisterschaft
| Jahr | Team                  | 1   | 2   | 3   | 4   | 5   | 6   | 7   | 8   | 9   | 10  | 11  | 12  | 13  | 14  | 15  | 16  | 17  | 18  | 19  | 20  | 21  | 22  | 23  | 24  | Punkte | Rang |
| ---- | --------------------- | --- | --- | --- | --- | --- | --- | --- | --- | --- | --- | --- | --- | --- | --- | --- | --- | --- | --- | --- | --- | --- | --- | --- | --- | ------ | ---- |
| 2015 | Van Amersfoort Racing | OS1 | OS1 | OS1 | SPI | SPI | SPI | SPA | SPA | SPA | LAU | LAU | LAU | NÜR | NÜR | NÜR | SAC | SAC | SAC | OS2 | OS2 | OS2 | HOC | HOC | HOC | 92     | 10.  |
| 2015 | Van Amersfoort Racing | 9   | 12  | 1   | DNF | 10  | WD  | 15  | 15  | 34  | EX  | 16  | DNF | 9   | 6   | 10  | 5   | DNF | 18  | 4   | 3   | 31* | DNF | 5   | 7   | 92     | 10.  |
| 2016 | Prema Powerteam       | OS1 | OS1 | OS1 | SAC | SAC | SAC | LAU | LAU | LAU | OS2 | OS2 | OS2 | SPI | SPI | SPI | NÜR | NÜR | NÜR | ZAN | ZAN | ZAN | HOC | HOC | HOC | 322    | 2.   |
| 2016 | Prema Powerteam       | 4   | 4   | 1   | 4   | 2   | 4   | 1   | 1   | 6   | 3   | 2   | 26* | 6   | 11  | 2   | 1   | 15  | 2   | 3   | 3   | 6   | 6   | 8   | 1   | 322    | 2.   |

| Legende  | Legende            | Legende                                                          |
| Farbe    | Abkürzung          | Bedeutung                                                        |
| -------- | ------------------ | ---------------------------------------------------------------- |
| Gold     | –                  | Sieg                                                             |
| Silber   | –                  | 2. Platz                                                         |
| Bronze   | –                  | 3. Platz                                                         |
| Grün     | –                  | Platzierung in den Punkten                                       |
| Blau     | –                  | Klassifiziert außerhalb der Punkteränge                          |
| Violett  | DNF                | Rennen nicht beendet (did not finish)                            |
| Violett  | NC                 | nicht klassifiziert (not classified)                             |
| Rot      | DNQ                | nicht qualifiziert (did not qualify)                             |
| Rot      | DNPQ               | in Vorqualifikation gescheitert (did not pre-qualify)            |
| Schwarz  | DSQ                | disqualifiziert (disqualified)                                   |
| Weiß     | DNS                | nicht am Start (did not start)                                   |
| Weiß     | WD                 | zurückgezogen (withdrawn)                                        |
| Hellblau | PO                 | nur am Training teilgenommen (practiced only)                    |
| Hellblau | TD                 | Freitags-Testfahrer (test driver)                                |
| ohne     | DNP                | nicht am Training teilgenommen (did not practice)                |
| ohne     | INJ                | verletzt oder krank (injured)                                    |
| ohne     | EX                 | ausgeschlossen (excluded)                                        |
| ohne     | DNA                | nicht erschienen (did not arrive)                                |
| ohne     | C                  | Rennen abgesagt (cancelled)                                      |
| ohne     | keine WM-Teilnahme |                                                                  |
| sonstige | P/fett             | Pole-Position                                                    |
| sonstige | 1/2/3/4/5/6/7/8    | Punktplatzierung im Sprint-/Qualifikationsrennen                 |
| sonstige | SR/kursiv          | Schnellste Rennrunde                                             |
| sonstige | *                  | nicht im Ziel, aufgrund der zurückgelegten Distanz aber gewertet |
| sonstige | ()                 | Streichresultate                                                 |
| sonstige | unterstrichen      | Führender in der Gesamtwertung                                   |

### Einzelergebnisse in der italienischen Formel-4-Meisterschaft
| Jahr | Team            | 1   | 2   | 3   | 4   | 5   | 6   | 7   | 8   | 9   | 10  | 11  | 12  | 13  | 14  | 15  | 16  | 17  | 18  | 19  | 20  | 21  | 22  | 23  | Punkte | Rang |
| ---- | --------------- | --- | --- | --- | --- | --- | --- | --- | --- | --- | --- | --- | --- | --- | --- | --- | --- | --- | --- | --- | --- | --- | --- | --- | ------ | ---- |
| 2016 | Prema Powerteam | MIS | MIS | MIS | MIS | ADR | ADR | ADR | ADR | IMO | IMO | IMO | MUG | MUG | MUG | VAL | VAL | VAL | IMO | IMO | IMO | MNZ | MNZ | MNZ | 216    | 2.   |
| 2016 | Prema Powerteam | 1   | 1   | DNP | 4   |     |     |     |     | 2   | 1   | 4   | 2   | DNF | 11  | 3   | 1   | 2   | 12  | DNF | 22  | 1   | 25  | 2   | 216    | 2.   |

| Legende  | Legende            | Legende                                                          |
| Farbe    | Abkürzung          | Bedeutung                                                        |
| -------- | ------------------ | ---------------------------------------------------------------- |
| Gold     | –                  | Sieg                                                             |
| Silber   | –                  | 2. Platz                                                         |
| Bronze   | –                  | 3. Platz                                                         |
| Grün     | –                  | Platzierung in den Punkten                                       |
| Blau     | –                  | Klassifiziert außerhalb der Punkteränge                          |
| Violett  | DNF                | Rennen nicht beendet (did not finish)                            |
| Violett  | NC                 | nicht klassifiziert (not classified)                             |
| Rot      | DNQ                | nicht qualifiziert (did not qualify)                             |
| Rot      | DNPQ               | in Vorqualifikation gescheitert (did not pre-qualify)            |
| Schwarz  | DSQ                | disqualifiziert (disqualified)                                   |
| Weiß     | DNS                | nicht am Start (did not start)                                   |
| Weiß     | WD                 | zurückgezogen (withdrawn)                                        |
| Hellblau | PO                 | nur am Training teilgenommen (practiced only)                    |
| Hellblau | TD                 | Freitags-Testfahrer (test driver)                                |
| ohne     | DNP                | nicht am Training teilgenommen (did not practice)                |
| ohne     | INJ                | verletzt oder krank (injured)                                    |
| ohne     | EX                 | ausgeschlossen (excluded)                                        |
| ohne     | DNA                | nicht erschienen (did not arrive)                                |
| ohne     | C                  | Rennen abgesagt (cancelled)                                      |
| ohne     | keine WM-Teilnahme |                                                                  |
| sonstige | P/fett             | Pole-Position                                                    |
| sonstige | 1/2/3/4/5/6/7/8    | Punktplatzierung im Sprint-/Qualifikationsrennen                 |
| sonstige | SR/kursiv          | Schnellste Rennrunde                                             |
| sonstige | *                  | nicht im Ziel, aufgrund der zurückgelegten Distanz aber gewertet |
| sonstige | ()                 | Streichresultate                                                 |
| sonstige | unterstrichen      | Führender in der Gesamtwertung                                   |

### Einzelergebnisse in der europäischen Formel-3-Meisterschaft
| Jahr | Team                  | Motor    | 1   | 2   | 3   | 4   | 5   | 6   | 7   | 8   | 9   | 10  | 11  | 12  | 13  | 14  | 15  | 16  | 17  | 18  | 19  | 20  | 21  | 22  | 23  | 24  | 25  | 26  | 27  | 28  | 29  | 30  | Punkte | Rang |
| ---- | --------------------- | -------- | --- | --- | --- | --- | --- | --- | --- | --- | --- | --- | --- | --- | --- | --- | --- | --- | --- | --- | --- | --- | --- | --- | --- | --- | --- | --- | --- | --- | --- | --- | ------ | ---- |
| 2017 | Prema Powerteam       | Mercedes | SIL | SIL | SIL | MNZ | MNZ | MNZ | PAU | PAU | PAU | HUN | HUN | HUN | NOR | NOR | NOR | SPA | SPA | SPA | ZAN | ZAN | ZAN | NÜR | NÜR | NÜR | SPI | SPI | SPI | HOC | HOC | HOC | 94     | 12.  |
| 2017 | Prema Powerteam       | Mercedes | 8   | 6   | 18  | 6   | 3   | 6   | 9   | 11  | 12  | 9   | 9   | 11  | 7   | 12  | DNF | 6   | 9   | 8   | 6   | 9   | 11  | 8   | 14  | 11  | 7   | 10  | 8   | 11  | 18  | 18  | 94     | 12.  |
| 2018 | Prema Theodore Racing | Mercedes | PAU | PAU | PAU | HUN | HUN | HUN | NOR | NOR | NOR | ZAN | ZAN | ZAN | SPA | SPA | SPA | SIL | SIL | SIL | MIS | MIS | MIS | NÜR | NÜR | NÜR | SPI | SPI | SPI | HOC | HOC | HOC | 365    | 1.   |
| 2018 | Prema Theodore Racing | Mercedes | 15  | 10  | 7   | 4   | 7   | 3   | 5   | 9   | 15  | 3   | DNF | 13  | 4   | DNF | 1   | DNF | 1   | 5   | 1   | 3   | 5   | 1   | 1   | 1   | 1   | 1   | 2   | 12  | 2   | 2   | 365    | 1.   |

### Einzelergebnisse in der FIA-Formel-2-Meisterschaft
| Jahr | Team         | Motor      | 1   | 2   | 3   | 4   | 5   | 6   | 7   | 8   | 9   | 10  | 11  | 12  | 13  | 14  | 15  | 16  | 17  | 18  | 19  | 20  | 21  | 22  | 23  | 24  | Punkte | Rang |
| ---- | ------------ | ---------- | --- | --- | --- | --- | --- | --- | --- | --- | --- | --- | --- | --- | --- | --- | --- | --- | --- | --- | --- | --- | --- | --- | --- | --- | ------ | ---- |
| 2019 | Prema Racing | Mecachrome | BRN | BRN | AZE | AZE | ESP | ESP | MON | MON | FRA | FRA | AUT | AUT | GBR | GBR | HUN | HUN | BEL | BEL | ITA | ITA | RUS | RUS | UAE | UAE | 53     | 12.  |
| 2019 | Prema Racing | Mecachrome | 8   | 6   | DNF | 5   | 15  | 12  | 13  | 11  | DNF | DNF | 18  | 4   | 11  | 6   | 8   | 1   | C   | C   | 14* | 6   | DNF | DNF | 9   | 11  | 53     | 12.  |
| 2020 | Prema Racing | Mecachrome | AUT | AUT | AUT | AUT | HUN | HUN | GBR | GBR | GBR | GBR | ESP | ESP | BEL | BEL | ITA | ITA | ITA | ITA | RUS | RUS | BHR | BHR | BHR | BHR | 215    | 1.   |
| 2020 | Prema Racing | Mecachrome | 11  | 7   | 4   | DNF | 3   | 3   | 9   | 14  | 7   | 2   | 6   | 3   | 3   | 2   | 1   | 3   | 5   | 4   | 1   | 3   | 4   | 7   | 6   | 18  | 215    | 1.   |

### Statistik in der Formel-1-Weltmeisterschaft
Diese Statistik umfasst alle Teilnahmen des Fahrers an der Formel-1-Weltmeisterschaft.

#### Gesamtübersicht
(Stand: Saisonende 2022)
| Saison | Team         | Chassis    | Motor                | Rennen | Siege | Zweiter | Dritter | Poles | schn. Rennrunden | Punkte | WM-Pos. |
| ------ | ------------ | ---------- | -------------------- | ------ | ----- | ------- | ------- | ----- | ---------------- | ------ | ------- |
| 2021   | Haas F1 Team | Haas VF-21 | Ferrari 1.6 V6 Turbo | 22     | −     | −       | −       | −     | −                | 0      | 19.     |
| 2022   | Haas F1 Team | Haas VF-22 | Ferrari 1.6 V6 Turbo | 21     | −     | −       | −       | −     | −                | 12     | 16.     |
| Gesamt | Gesamt       | Gesamt     | Gesamt               | 43     | −     | −       | −       | −     | −                | 12     |         |

#### Einzelergebnisse
| Saison | 1  | 2  | 3  | 4  | 5  | 6   | 7  | 8   | 9  | 10 | 11 | 12 | 13 | 14  | 15 | 16 | 17  | 18 | 19 | 20  | 21 | 22 |
| ------ | -- | -- | -- | -- | -- | --- | -- | --- | -- | -- | -- | -- | -- | --- | -- | -- | --- | -- | -- | --- | -- | -- |
| 2021   |    |    |    |    |    |     |    |     |    |    |    |    |    |     |    |    |     |    |    |     |    |    |
| 16     | 16 | 17 | 18 | 18 | 13 | 19  | 16 | 18  | 18 | 12 | 16 | 18 | 15 | DNF | 19 | 16 | DNF | 18 | 16 | DNF | 14 |    |
| 2022   |    |    |    |    |    |     |    |     |    |    |    |    |    |     |    |    |     |    |    |     |    |    |
| 11     | WD | 13 | 17 | 15 | 14 | DNF | 14 | DNF | 8  | 6  | 15 | 14 | 17 | 13  | 12 | 13 | 17  | 15 | 16 | 13  | 16 |    |

| Legende  | Legende            | Legende                                                          |
| Farbe    | Abkürzung          | Bedeutung                                                        |
| -------- | ------------------ | ---------------------------------------------------------------- |
| Gold     | –                  | Sieg                                                             |
| Silber   | –                  | 2. Platz                                                         |
| Bronze   | –                  | 3. Platz                                                         |
| Grün     | –                  | Platzierung in den Punkten                                       |
| Blau     | –                  | Klassifiziert außerhalb der Punkteränge                          |
| Violett  | DNF                | Rennen nicht beendet (did not finish)                            |
| Violett  | NC                 | nicht klassifiziert (not classified)                             |
| Rot      | DNQ                | nicht qualifiziert (did not qualify)                             |
| Rot      | DNPQ               | in Vorqualifikation gescheitert (did not pre-qualify)            |
| Schwarz  | DSQ                | disqualifiziert (disqualified)                                   |
| Weiß     | DNS                | nicht am Start (did not start)                                   |
| Weiß     | WD                 | zurückgezogen (withdrawn)                                        |
| Hellblau | PO                 | nur am Training teilgenommen (practiced only)                    |
| Hellblau | TD                 | Freitags-Testfahrer (test driver)                                |
| ohne     | DNP                | nicht am Training teilgenommen (did not practice)                |
| ohne     | INJ                | verletzt oder krank (injured)                                    |
| ohne     | EX                 | ausgeschlossen (excluded)                                        |
| ohne     | DNA                | nicht erschienen (did not arrive)                                |
| ohne     | C                  | Rennen abgesagt (cancelled)                                      |
| ohne     | keine WM-Teilnahme |                                                                  |
| sonstige | P/fett             | Pole-Position                                                    |
| sonstige | 1/2/3/4/5/6/7/8    | Punktplatzierung im Sprint-/Qualifikationsrennen                 |
| sonstige | SR/kursiv          | Schnellste Rennrunde                                             |
| sonstige | *                  | nicht im Ziel, aufgrund der zurückgelegten Distanz aber gewertet |
| sonstige | ()                 | Streichresultate                                                 |
| sonstige | unterstrichen      | Führender in der Gesamtwertung                                   |

### Le-Mans-Ergebnisse
| Jahr | Team                  | Fahrzeug    | Teamkollege      | Teamkollege         | Platzierung | Ausfallgrund |
| ---- | --------------------- | ----------- | ---------------- | ------------------- | ----------- | ------------ |
| 2024 | Alpine Endurance Team | Alpine A424 | Nicolas Lapierre | Matthieu Vaxivière  | Ausfall     | Motorschaden |
| 2025 | Alpine Endurance Team | Alpine A424 | Jules Gounon     | Frédéric Makowiecki | Rang 10     |              |

### Einzelergebnisse in der FIA-Langstrecken-Weltmeisterschaft
| Saison | Team        | Rennwagen   | 1   | 2   | 3   | 4   | 5   | 6   | 7   | 8   |
| ------ | ----------- | ----------- | --- | --- | --- | --- | --- | --- | --- | --- |
| 2024   | Alpine Team | Alpine A424 | KAT | IMO | SPA | LEM | SAO | AUS | FUJ | BAH |
| 2024   | Alpine Team | Alpine A424 | 11  | 16  | 12  | DNF | 10  | 9   | 3   | 9   |
| 2025   | Alpine Team | Alpine A424 | KAT | IMO | SPA | LEM | SAO | AUS | FUJ | BAH |
| 2025   | Alpine Team | Alpine A424 | 13  | 3   | 3   | 10  | 9   |     |     |     |

## Dokumentarfilme
- Mick Schumacher – Die Doku. 123 Min. Produktion: RTL, Regie: Michael Niermann. Deutschland 2020.[52]

## Ehrungen
- 2022: Premio Confartigianato Motori in der Kategorie bester Nachwuchsfahrer